# Publius Cornelius Scipio I
Publius Cornelius Scipio behoort tot de tak van de Scipio's in de gens Cornelia. Hij is de vader van Publius Cornelius Scipio Africanus maior.
Als consul in 218 v.Chr. nam hij deel aan de Tweede Punische Oorlog en werd hij samen met zijn broer Gnaius Cornelius Scipio Calvus aan het hoofd van twee legers naar Hispania gezonden.
Vanwege opstand van de Masaesylen van Numidië, onder leiding van Syphax, tegen Carthago (215 v.Chr. - 212 v.Chr.), moesten de Carthaagse legers zich tijdelijk terugtrekken naar Africa, wat de Romeinen in staat stelde hun veroveringen ten zuiden van de Ebro uit te breiden. Maar toen Syphax vrede had gesloten met Carthago (212), leden de twee legers, die al waren doorgedrongen tot in Andalusië, elk afzonderlijk een nederlaag tegen een leger dat groter was dan het hunne, waarbij beide leiders sneuvelden in 211 v.Chr. Hun opponenten waren Mago Barkas en Hasdrubal Barkas, broers van Hannibal Barkas.